# Sage van de Fafinesu-heuvel

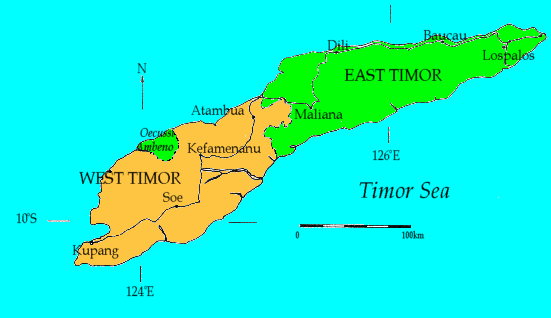
Timor

De sage van de Fafinesu-heuvel is een volksverhaal uit Indonesië.

## Het verhaal
Saku, Abatan en Seko zijn drie broers, hun ouders zijn overleden en hebben niks nagelaten. Saku probeert voor zijn broertjes te zorgen sinds zijn grootmoeder is overleden. Op een avond troost hij zijn jongste broertje en zegt dat zijn ouders zeker gedroogd hertenvlees en vette biggen meenemen als ze terugkomen. Hij gaat 's nachts naar de dichtstbijzijnde heuvel met zijn bamboefluit en denkt aan vroeger.
De vader viel tijdens de zwijnenjacht in een ravijn, zijn moeder was toen zwanger. Zij stierf tijdens de geboorte van haar kind en de grootmoeder twee jaar later. Hij blaast zijn lied en in het hiernamaals horen zijn ouders de roep en zweven naar de rotsheuvel. De jongen hoort dat hij tegen zijn broers en nakomelingen moet vertellen hoe zijn ouders naar hem kwamen op deze avond. De volgende dag moet hij naar de stenen, waar zijn vader de dood heeft gevonden, gaan voor de haan driemaal kraait.
Er moet een rode haan geofferd worden, het bloed moet op de stenen gesprenkeld worden. Saku gaat de volgende dag met zijn broertjes naar de plek en op de heuveltop begint het hard te waaien. Er verschijnen twee witte schimmen van hun ouders en de lievelingshaan van Abatan wordt geslacht. Als het bloed over de steen wordt gesprenkeld, horen de jongens het geluid van biggen.
De Oostenster (morgenster) verdwijnt en de schimmen verdwijnen ook, het wordt licht. Er liggen twee grote biggen in de grot. De drie wezen noemden de rotsheuvel Fafinesu, hij ligt aan de noordkant van de stad Kefamenanu op Timor.